# Willi Lippens
Willi Lippens (* 11. října 1945, Bedburg-Hau) je bývalý nizozemský fotbalista, útočník. Narodil se poblíž německo-nizozemské hranice nizozemskému otci a německé matce, většinu své kariéry hrál za německé kluby, ale reprezentoval Nizozemsko. Je historicky nejlepším bundesligovým střelcem Rot-Weiss Essen.

## Fotbalová kariéra
Hrál za Rot-Weiss Essen, Borussii Dortmund, v USA za Dallas Tornado a kariéru končil v Německu v týmu SC Rot-Weiß Oberhausen. Nastoupil ve 242 ligových utkáních a dal 91 gólů. Za nizozemskou reprezentaci nastoupil v roce 1971 v utkání kvalifikace na Mistrovství Evropy ve fotbale 1972 proti Lucembursku, ve kterém dal 1 gól.

## Ligová bilance
| Ročník                                        | Zápasy | Góly | Klub              |
| --------------------------------------------- | ------ | ---- | ----------------- |
| 2. německá fotbalová Bundesliga 1965/1966     | 32     | 14   | Rot-Weiss Essen   |
| Německá fotbalová Bundesliga 1966/1967        | 24     | 10   | Rot-Weiss Essen   |
| 2. německá fotbalová Bundesliga 1967/1968     | 34     | 25   | Rot-Weiss Essen   |
| 2. německá fotbalová Bundesliga 1968/1969     | 31     | 23   | Rot-Weiss Essen   |
| Německá fotbalová Bundesliga 1969/1970        | 21     | 12   | Rot-Weiss Essen   |
| Německá fotbalová Bundesliga 1970/1971        | 29     | 19   | Rot-Weiss Essen   |
| 2. německá fotbalová Bundesliga 1971/1972     | 31     | 20   | Rot-Weiss Essen   |
| 2. německá fotbalová Bundesliga 1972/1973     | 28     | 23   | Rot-Weiss Essen   |
| Německá fotbalová Bundesliga 1973/1974        | 34     | 13   | Rot-Weiss Essen   |
| Německá fotbalová Bundesliga 1974/1975        | 34     | 15   | Rot-Weiss Essen   |
| Německá fotbalová Bundesliga 1975/1976        | 30     | 10   | Rot-Weiss Essen   |
| Německá fotbalová Bundesliga 1976/1977        | 29     | 8    | Borussia Dortmund |
| Německá fotbalová Bundesliga 1977/1978        | 20     | 1    | Borussia Dortmund |
| Německá fotbalová Bundesliga 1978/1979        | 21     | 4    | Borussia Dortmund |
| North American Soccer League (1968–1984) 1979 | 27     | 15   | Dallas Tornado    |
| 2. německá fotbalová Bundesliga 1979/1980     | 29     | 14   | Rot-Weiss Essen   |
| 2. německá fotbalová Bundesliga 1980/1981     | 38     | 9    | Rot-Weiss Essen   |
| CELKEM Německá fotbalová Bundesliga           | 242    | 91   |                   |